# Подврх (Брасловче)
Подврх (словен. Podvrh) — поселення в общині Брасловче, Савинський регіон, Словенія. 
Висота над рівнем моря: 332,8 м.